# Giovanna degli Albizzi
Giovanna degli Albizzi, o Giovanna Tornabuoni tras su matrimonio, (Florencia, 18 de diciembre de 1468-ibidem, 7 de octubre de 1488) fue una joven de la alta burguesía florentina del Quattrocento, que a pesar de su prematuro fallecimiento fue representada en numerosas obras de Domenico Ghirlandaio y Sandro Botticelli.

## Familia
Maso Degli Albizi y Caterina Soderini, ambos pertenecientes a sendas ilustres familias de la nobleza florentina, se casaron en 1457. Tuvieron ocho hijos, la última de los cuales fue Giovanna. La familia Albizzi era una de las más notables de Florencia. Ricos mercaderes de lana, y jefes de una facción de los güelfos, ostentaron mucho poder y los máximos cargos ciudadanos sobre todo en el siglo XIV. Como miembros de la facción güelfa y liderados por Corso Donati, se opusieron a la tiranía del duque de Atenas y mantuvieron largas escaramuzas con la familia Ricci. Fueron apartados del poder con la revuelta de los ciompi, en 1378, y retornaron a la vida política de Florencia con Maso de Albizzi, gonfaloniere de justicia, sucedido por su hijo Rinaldo en 1417.

## Matrimonio
Perteneciente a una familia rival de los Médici, su matrimonio con Lorenzo, emparentado estrechamente con los Médici, significó un acercamiento, si bien indirecto, entre las dos familias. La suntuosa boda se celebró el 15 de junio de 1486. El suegro de Giovanna era Giovanni Tornabuoni, tío de Lorenzo el Magnífico y tesorero papal, definido por muchos como la persona más poderosa de Florencia después del propio Lorenzo. Tuvo su primer hijo, Giovannino, el 11 de octubre de 1487. En el final de su segundo embarazo, un año después, hubo complicaciones y murió en el parto. Fue sepultada en Santa Maria Novella el 7 de octubre de 1488.

## Su imagen en el arte
Para conmemorar los esponsales de Giovanna con Lorenzo Tornabuoni, Botticelli decoró la logia de Villa Tornabuoni con unos frescos de escenas alegóricas, una de las cuales estaba dedicada a la esposa: Venus ofrece dones a una joven (París, Museo del Louvre).
Aparte de estos frescos realizados por Boticcelli, Giovanna aparece en una posición privilegiada en aquellos de la capilla Tornabuoni, realizados por Ghirlandaio. Su retrato de cuerpo entero figura dos veces: la primera en el Nacimiento de la Virgen y la segunda en la escena de la Visitación —en esta última escena aparece con el mismo vestido con que póstumamente fue retratada en una obra de caballete, un traje suntuoso de damasquinado dorado—.
Ghirlandaio le dedicó también algunos retratos, el más célebre de los cuales, probablemente realizado tras su fallecimiento, se expone en el Museo Thyssen-Bornemisza en Madrid. La pose de la modelo corresponde a una de las típicas del Quattrocento florentino: de perfil sobre un fondo neutro, oscuro, con el objeto de resaltar la elegancia de la joven. Giovanna aparece de medio cuerpo enmarcada por estructuras geométricas: un eje axial en mitad del cuadro, ángulo recto para su brazo y una suave pirámide para el cuerpo. Típico, aunque no exclusivo, es su peinado con los cabellos recogidos en la nuca y rizos cayendo sobre los lados de la cara. Todo ello traduce perfección ideal, que se hace eco en la alacena de fondo, construida también sobre la base de unos rígidos esquemas geométricos. Los objetos que se adivinan en el fondo hacen referencia a la virtud de la modelo: la hilera de cuentas de coral,en la época que simbolizan el amor a Cristo, las joyas y el libro, aficiones de las jóvenes de buena familia. A modo de colofón, un letrero con el siguiente texto en latín escrito por el autor que reza: ARS VTINAM MORES ANIMVMQUE EFFINGERE POSSES PVLCHRIOR IN TERRIS NVLLA TABELLA FORET MCCCCLXXXVIII ('Arte, quisiera el cielo que pudieses representar su carácter y virtud; no habría en la tierra pintura más bella. 1488').
Existe un segundo retrato de Ghirlandaio, de tres cuartos, perteneciente al Tokyo Fuji Art Museum de Hachioji. Un tercero, obra de taller, se encuentra en el Clark Art Institute de Williamstown, en Massachusetts. 
El prestigioso medallista Niccolò di Forzore Spinelli, conocido como Niccolò Fiorentino, realizó varias medallas con el perfil de Giovanna degli Albizzi y las Tres Gracias en el reverso.

## Galería

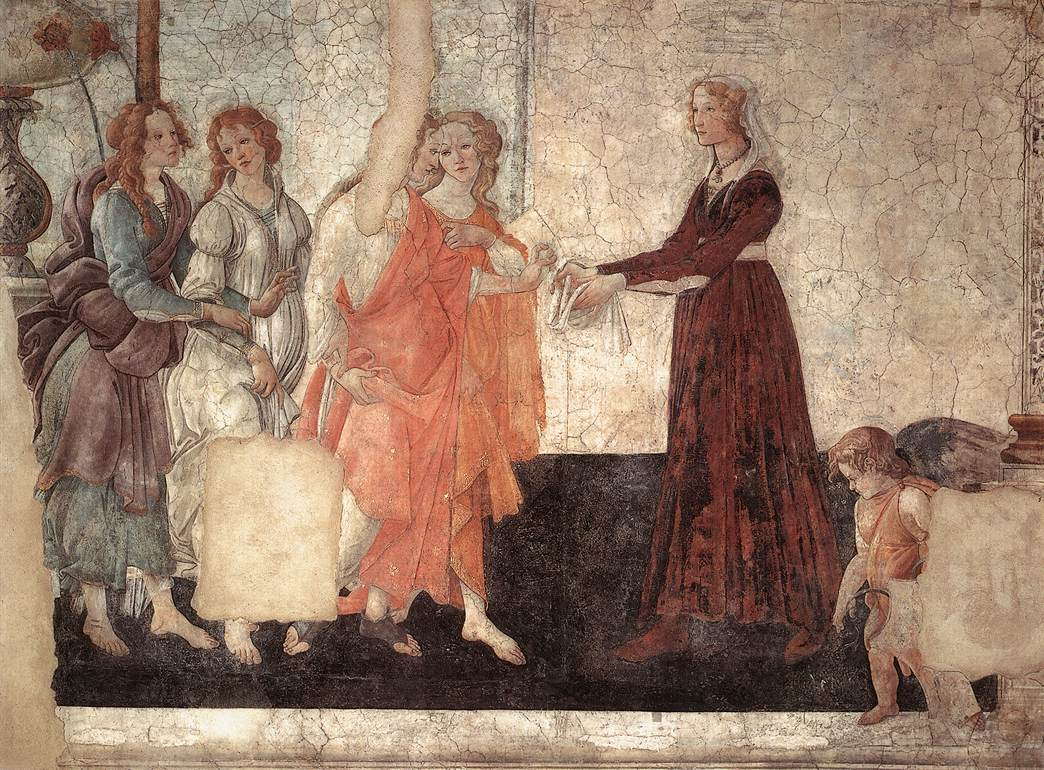
Giovanna, la segunda joven desde la izquierda, según Boticcelli.
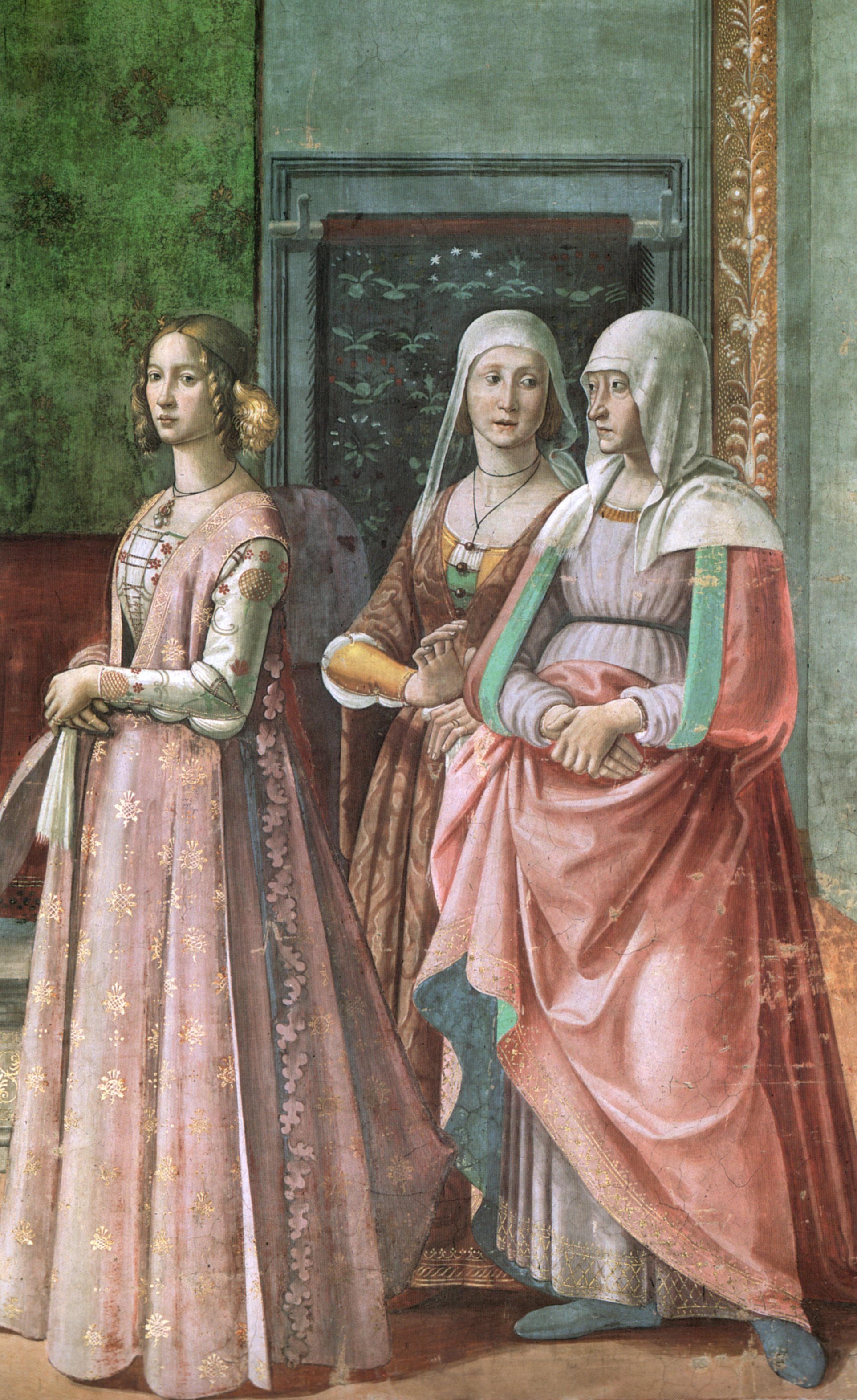
Giovanna, en la escena del nacimiento del Bautista, en la capilla Tornabuoni.
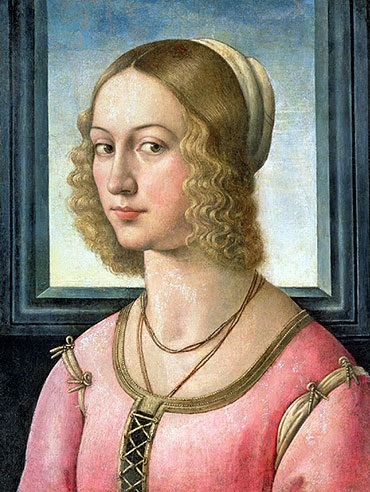
Giovanna Tornabuoni. Tokyo Fuji Art Museum.
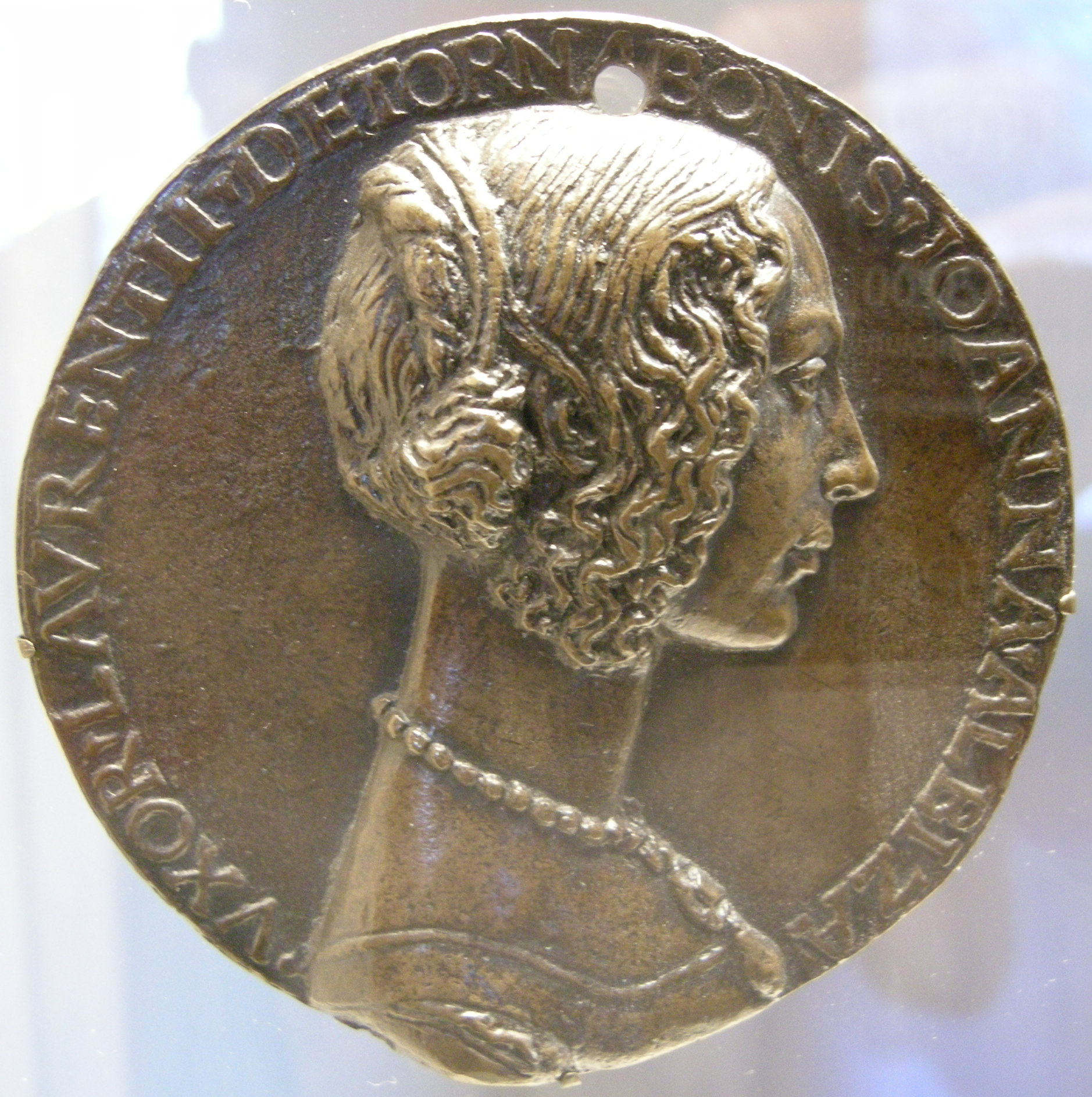
La medalla de Niccolò di Forzore Spinelli.